# Pelecopsis loksai
Pelecopsis loksai là một loài nhện trong họ Linyphiidae.
Loài này thuộc chi Pelecopsis. Pelecopsis loksai được miêu tả năm 2003 bởi C. Szinetár & Samu.